# Раз, два — лихо не біда!
«Раз, два — лихо не біда!» (рос. «Раз, два — горе не беда!») — російський радянський художній фентезійний фільм-музична казка з невеликими елементами стімпанку. Екранізація п'єси Юлія Кіма, написаної в середині 1970-х рокі. П'єса і фільм виконані в стилістиці сатири для дітей (з елементами саркастичної самопародії), розглядають актуальну для періоду холодної війни тему мирного співіснування систем і міжнародного роззброєння.

## Сюжет
Тридев'яте царство радіє. Солдат Іван повернувся з війни, перемігши страшного дракона. Цар (теж Іван) дуже задоволений. Він нагородив Івана-солдата орденом з перлами, призначив фельдмаршалом і запропонував за дружину власну дочку Марію-Луїзу, з умовою — солдат повинен змінити ім'я. Але Іван відмовився міняти ім'я, дане батьками, відмовився від царської дочки і нагород, бажаючи повернутися додому і одружитися з Марусею, з якої вони давно вже домовилися. Цар страшно розлютився, і призначив молодшого брата Івана Хому «спеціальним богатирем».
В цей час до принцеси Марії-Луїзи сватаються численні наречені, в тому числі король Жан-Жан Заморський, який готовий домагатися її руки будь-якими засобами, навіть відмовившись від земель, які йому пропонували разом з нареченою. Однак цар, який не хотів віддати свою дочку заміж без приданого, розсердився на нареченого за його безпечність: «Ні гір йому не треба, ні лугів… Ну прям як дитина — розкидався!». Образившись на це, Жан-Жан Заморський оголошує війну, прикотив величезного броньованого робота Карбараса, озброєного далекобійними гарматами, який пильно визирає ворогів трьома величезними очима. Карбарас знищує все на своєму шляху і готовий зупинитися тільки по звуку спеціального свистка Жан-Жана.
«Спеціальний богатир» Фома намагається перемогти Карбараса і випадково відриває йому «вухо». Тепер величезний непереможний монстр не слухається нікого, крім своєї програми. Вже і Жан-Жан наляканий: «Спочатку вас, а потім нас. Земля-то — кругла!».
Молодий царський учений Данилов, потайки закоханий в принцесу, знаходить можливість перемогти ворога. Він пропонує Івану свій новий винахід: «синій промінь» — переносний лазер. На жаль, у нього є великий недолік: «потужності — тільки на п'ять кроків». Іван береться перехитрити Карбараса.
Після численних відволікаючих маневрів Івану вдається підібратися близько і знищити велетня. Але одна з гармат робота мимовільно спрацьовує, і Іван виявляється смертельно поранений. Врятувати його може тільки диво, а саме — жива вода. Збирають живу воду всім царством, від кожного по чуть-чуть. Івана вдається зцілити.
У фіналі Іван велить обом монархам миритися «на вічні часи», тому як в разі нової війни новий Карбарас обіцяє бути набагато страшніше, і його точно ніхто не здолає: «Якщо б такому та синій промінь, та не на п'ять кроків, а на тисячу!…». А сам йде з нареченою. Принцеса ж Марія-Луїза їде з Даниловим.

## У ролях
- Віктор Бунаков —  Іван-солдат
- Олег Табаков —  цар Іван
- Марина Яковлєва —  принцеса Марія-Луїза
- Андрій Соколов —  майстер Данилов
- Семен Фарада —  князь
- Микола Караченцов —  король Жан-Жан
- Володимир Епископосян —  Сулейман
- Володимир Федоров —  Сулейманчик
- Мічіслав Юзовський —  Митька-блазень
- Віталій Сєров —  Фома
- Тетяна Пельтцер —  бабуся
- Олена Санаєва —  Андріївна
- Олена Кондулайнен —  Маруся
- Марія Барабанова —  старенька
- Юлій Кім —  лікар
- Наталія Крачковська —  придворна дама
- Георгій Мартиросян —  Микита
- Олексій Неклюдов —  чорний лицар
- Аршак Оганян —  лікар
- Ілля Рутберг —  лікар
- Геннадій Фролов —  Альоха, солдат
- Юрій Чернов —  придворний диригент
- Михайло Юзовський —  лікар
- Юрій Шрадер — скоморох

## Знімальна група
- Автор сценарію і тексту пісень: Юлій Кім
- Режисер-постановник:  Михайло Юзовський
- Оператор-постановник:  Володимир Сапожников
- Художник-постановник:  Дмитро Богородський
- Композитор: Ромуальд Грінблат